# Museo Nacional de Ciencias Naturales
Das Museo Nacional de Ciencias Naturales (MNCN, dt.: Nationalmuseum für Naturwissenschaften) des spanischen Nationalen Forschungsrats (CSIC) widmet sich dem Studium und der Verbreitung der Naturwissenschaften. Es befindet sich im alten Palast für Kunst und Industrie am Paseo de la Castellana in Madrid.

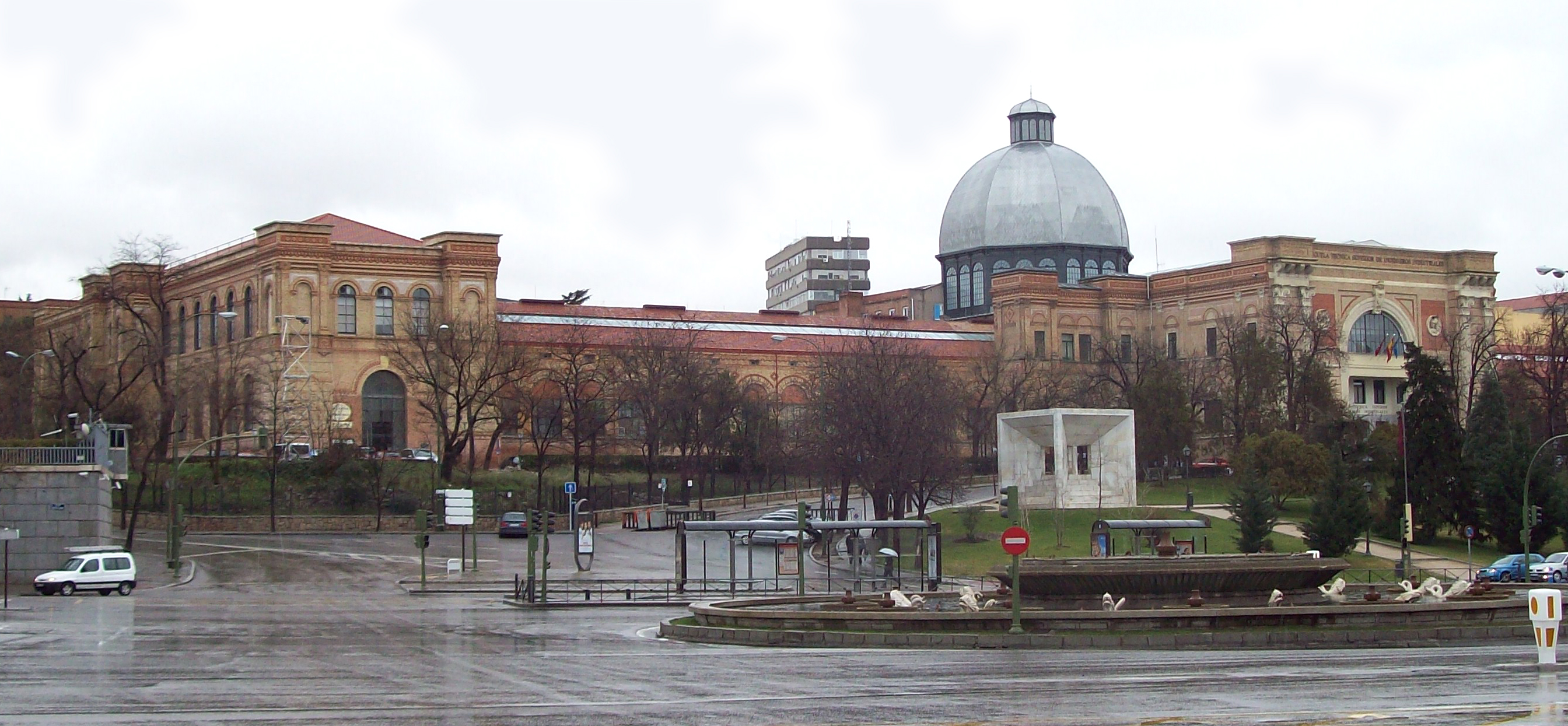
Museo Nacional de Ciencias Naturales

## Sammlungen und Aktivitäten
Der in der Lobby des Museums ausgestellte afrikanische Elefant wurde in Afrika gefangen und 1929 von Luis Benedito präpariert und später restauriert. Heute ist er ein Symbol des Museums.
Die Sammlungen des Museums umfassen mehr als sechs Millionen Exemplare. Das Personal besteht aus mehr als 300 Personen, die in Forschung, Ausstellung und Führung tätig sind. Das Museum konzentriert sich auf die Erforschung, Beschreibung und Erhaltung der biologischen und geologischen Vielfalt der Welt, wofür es sechs spezialisierte Abteilungen hat:
- Biogeographie und globaler Wandel
- Biodiversität und Evolutionsbiologie
- Umweltbiologie
- Evolutionsökologie
- Geologie
- Paläobiologie

Es integriert auch einen Dokumentationsdienst, eine Bibliothek und ein Archiv, eine Mediathek und eine Reihe didaktischer Workshops.
Neben der Forschung besteht seine Hauptfunktion in der Verbreitung der Naturwissenschaften und der Entwicklung von Bildungsaspekten durch Publikationen und Ausstellungen, sowohl am Hauptsitz in Madrid als auch in anderen Teilen Spaniens durch Wanderausstellungen.
Die Dauerausstellungen wurden in drei Hauptabschnitte gruppiert, von denen der eine der Naturgeschichte gewidmet ist (er zeigt verschiedene Aspekte der biologischen Evolution, einschließlich der menschlichen Evolution und der aktuellen Beziehung zwischen Mensch und Umwelt); ein weiterer Abschnitt ist dem Mittelmeer gewidmet (er umfasst sowohl biologische oder ökologische als auch kulturelle Aspekte) und ein Abschnitt, der das Aussehen des ehemaligen Königlichen Kabinetts für Naturgeschichte wiedergibt. Die Gesamtzahl der erhaltenen Exemplare (einschließlich wirbellose Tiere, Vögel, Säugetiere, Reptilien, Amphibien, Paläontologie usw.) übersteigt sechs Millionen.
Unter seinen Sammlungen sind einige historische Exemplare hervorzuheben, wie das Megatherium (1789 aus Argentinien nach Madrid gekommen), der Diplodocus (eine Dinosaurierreplik, die der amerikanische Millionär Andrew Carnegie König Alfonso XIII. geschenkt hat) oder die Dioramen von Vögeln und Säugetieren aus der Hand der Brüder Luis und José María Benedito, den Präparatoren des Museums der ersten Jahrzehnte des 20. Jahrhunderts. Bemerkenswert sind auch einige Exemplare  ausgestorbener Tiere, wie zum Beispiel ein ausgestopfter Beutelwolf.